# Bud Tingelstad
Bud Tingelstad (ur. 4 kwietnia 1928 roku w Frazee, zm. 30 lipca 1981 roku w Indianapolis) – amerykański kierowca wyścigowy.

## Kariera
W swojej karierze Tingelstad startował jedynie w Stanach Zjednoczonych w USAC National Championship oraz Canadian-American Challenge Cup. W USAC National Championship w 1960 roku w ciągu trzech wyścigów, w których wystartował, uzbierał łącznie 210 punktów. Dało mu to 25. miejsce w końcowej klasyfikacji kierowców. Trzy lata później po raz pierwszy stanął na podium. Z dorobkiem 490 punktów uplasował się na trzynastej pozycji. W sezonie 1964 Amerykanin dwukrotnie stawał na podium. Uzbierane 1640 punktów dało mu piąte miejsce w klasyfikacji generalnej. Jedyne zwycięstwo Tingelstad odniósł w 1966 roku, kiedy to ukońćzył sezon na jedenastym miejscu. Rok później był dziesiąty. W latach 1960, 1962-1969 oraz 1971 Amerykanin startował w słynnym wyścigu Indianapolis 500. W sezonie 1964 ukończył wyścig na szóstej pozycji, co był jego najlepszym wynikiem. W 1960 roku, kiedy to ten wyścig był zaliczany do klasyfikacji Formuły 1 był dziewiąty. Nie zdobył więc punktów do klasyfikacji Formuły 1.

## Starty w Formule 1

### Tablica wyników
| Legenda oznaczeń w tabelach wyników Wyświetl szablon na nowej stronie | Legenda oznaczeń w tabelach wyników Wyświetl szablon na nowej stronie                                                                     |
| Oznaczenie                                                            | Wyjaśnienie |
| --------------------------------------------------------------------- | --- |
| Złoty                                                                 | Zwycięzca lub mistrzostwo |
| Srebrny                                                               | 2. miejsce lub wicemistrzostwo |
| Brązowy                                                               | 3. miejsce lub II wicemistrzostwo |
| Zielony                                                               | Ukończył, punktował (w klasyfikacji generalnej, gdy zdobył co najmniej jeden punkt na przestrzeni sezonu, poza trzema powyższymi opcjami) |
| Niebieski                                                             | Ukończył, nie punktował (w klasyfikacji generalnej, gdy nie zdobył co najmniej jednego punktu na przestrzeni sezonu)                      |
| Czerwony                                                              | Nie zakwalifikował się (NZ) |
| Czerwony                                                              | Nie prekwalifikował się (NPK) |
| Różowy                                                                | Nie ukończył (NU) |
| Różowy                                                                | Niesklasyfikowany (NS) (w klasyfikacji generalnej, gdy nie został sklasyfikowany w żadnym wyścigu sezonu)                                 |
| Czarny                                                                | Zdyskwalifikowany (DK) |
| Czarny                                                                | Wykluczony (WYK/EX) |
| Biały                                                                 | Nie wystartował (NW) |
| Biały                                                                 | Kontuzjowany (K/INJ) |
| Biały                                                                 | Wyścig odwołany (OD/C) |
| Bez koloru                                                            | Został wycofany (WYC/WD) |
| Bez koloru                                                            | Nie przybył (NP/DNA) |
| Bez koloru                                                            | Nie brał udziału w treningach (NT/DNP) |
| Bez koloru                                                            | Nie został zgłoszony (–) |
| Pogrubienie                                                           | Start z pole position |
| Kursywa                                                               | Najszybsze okrążenie wyścigu |
| †                                                                     | Nie ukończył, ale jego rezultat został zaliczony ze względu na przejechanie więcej niż 90% dystansu wyścigu.                              |
| *                                                                     | Sezon w trakcie |
| 1/2/3                                                                 | Punktowana pozycja w sprincie kwalifikacyjnym                                                                                             |
| Lista systemów punktacji Formuły 1                                    | |

| Rok  | Zespół | Silnik      | Wyniki w poszczególnych eliminacjach | Wyniki w poszczególnych eliminacjach | Wyniki w poszczególnych eliminacjach | Wyniki w poszczególnych eliminacjach | Wyniki w poszczególnych eliminacjach | Wyniki w poszczególnych eliminacjach | Wyniki w poszczególnych eliminacjach | Wyniki w poszczególnych eliminacjach | Wyniki w poszczególnych eliminacjach | Wyniki w poszczególnych eliminacjach | Punkty | Pozycja |
| ---- | ------ | ----------- | ------------------------------------ | ------------------------------------ | ------------------------------------ | ------------------------------------ | ------------------------------------ | ------------------------------------ | ------------------------------------ | ------------------------------------ | ------------------------------------ | ------------------------------------ | ------ | ------- |
| 1960 | Trevis | Offenhauser | ARG                                  | MON                                  | 500                                  | NLD                                  | BEL                                  | FRA                                  | GBR                                  | PRT                                  | ITA                                  | USA                                  | 0      | 38      |
| 1960 | Trevis | Offenhauser | 9                                    |                                      |                                      |                                      |                                      |                                      |                                      |                                      |                                      |                                      | 0      | 38      |

### Podsumowanie startów
| Ważne wyścigi     | Ważne wyścigi               |
| ----------------- | --------------------------- |
| Debiut            | Indianapolis 500 1960 (#1)  |
| Ostatni           | Indianapolis 500 1960 (#1)  |
| Najwyższe pozycje |                             |
| Kwalifikacje      | 28 ( Indianapolis 500 1960) |
| Wyścig            | 9 ( Indianapolis 500 1960)  |